# 마틸다 (2022년 영화)
《로알드 달의 뮤지컬 마틸다》(영어: Roald Dahl's Matilda the Musical)는 2022년 개봉한 뮤지컬 판타지 영화이다. 매슈 워처스가 감독을 맡았으며, 팀 민친의 동명 뮤지컬과 로알드 달의 동명 소설이 영화의 원작이다. 배우 얼리샤 위어가 주인공 마틸다 역을 맡는다.

## 줄거리
이 영화는 부모에게 방치되고 학대받는 어린 소녀 마틸다가 자신의 특별한 능력(염력)을 발견하고, 억압적인 학교 교장 트런치불에 맞서 싸우는 이야기다. 마틸다는 책을 좋아하지만, 아들과 남자아이만을 원하는 부모에게 무시당한다. 학교에 가게 된 마틸다는 엄격하고 폭력적인 교장 트런치불의 횡포를 목격하고, 부당함에 분노하며 초능력을 발휘하기 시작한다.
학교에서 마틸다는 자신의 능력을 숨기면서, 담임 선생님인 미스 허니와 가까워진다. 미스 허니는 마틸다의 천재성을 알아보고 그녀를 돕고자 하지만, 트런치불의 방해에 어려움을 겪는다. 마틸다는 도서관 사서인 미세스 펠프스에게 자신이 만든 이야기를 들려주는데, 그 이야기는 곡예사와 탈출가 부부, 그리고 그들을 파멸시키려는 사악한 계모에 대한 내용이다. 이 이야기는 마틸다의 실제 삶과 연결되어 있음이 드러난다.
마틸다는 트런치불에게 맞서 싸우기 위해 자신의 염력을 사용하고, 급기야 학교에서 아이들을 억압하는 데 사용되는 '초키'라는 벌 방을 파괴한다. 그리고 트런치불은 미스 허니의 이모라는 사실이 밝혀진다. 미스 허니는 부모님을 잃고 트런치불에게 집을 빼앗겼던 과거가 있었다. 마틸다는 자신의 능력을 이용해 트런치불을 학교에서 쫓아내고, 미스 허니가 학교의 새로운 교장이 되면서 학교는 '크고 친절한 학교'로 새롭게 태어난다. 마지막 장면에서 마틸다는 자신을 입양하고 싶어하는 미스 허니와 함께 살게 되고, 미세스 펠프스에게 이야기의 결말을 들려주며 이야기가 끝난다.

## 출연진
- 얼리샤 위어 - 마틸다 웜우드
- 러샤나 린치 - 제니퍼 허니
- 에마 톰슨 - 애거사 트런치불
- 스티븐 그레이엄 - 웜우드 씨
- 앤드리아 라이즈버러 - 웜우드 부인
- 신두 비 - 펠프스 부인
- 로런 알렉산드라 - 애크러뱃
- 칼 스펜서- 곡예사 매그너스
- 캐서린 킹즐리